# ثالوث كابيتولين

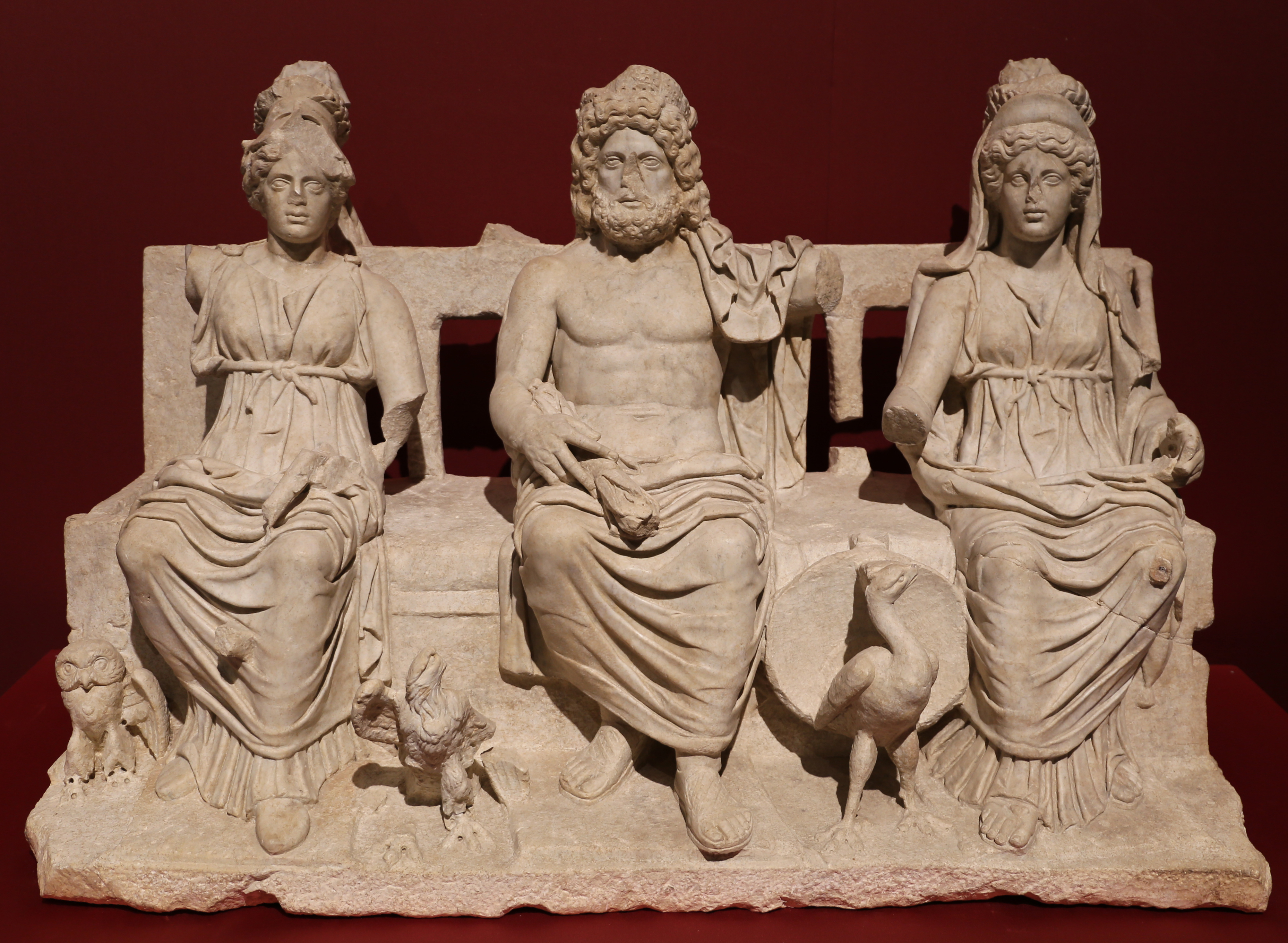
ثالوث كابيتولين

ثالوث كابيتولين كان مجموعة من ثلاثة آلهة عليا في الميثولوجيا الرومانية والتي عبدت في معبد كابيتوليوم في هضبة كابيتولين في روما. هناك ثالوثان عبدا في أوقات منفصلة في تاريخ روما تعود لعصر الجمهورية الرومانية ولاحقا شمل الثالوث جوبيتر وجونو ومينرفا. أما الثالوث القديم فتألف من جوبيتر ومارس وكويرينوس.